# Innere Stadt (Wenen)
De Innere Stadt ([ˈɪnəʀə ʃtat]ⓘ; Binnenstad), officieel 1. Wiener Gemeindebezirk, is het eerste district van Wenen en omvat het oude centrum van de stad.
Het district is duidelijk afgebakend doordat men alles binnen de Ringstraße en het Donaukanaal hier toe rekent. Tot 1850 was de Innere Stadt geheel ommuurd en onderverdeeld in vier wijken, die genoemd waren naar de stadspoorten (Stubenviertel in het noordoosten, Kärntner Viertel in het zuidoosten, Widmerviertel in het zuidwesten en Schottenviertel in het noordwesten.
De Innere Stadt bevat de meeste toeristische trekpleisters van de stad zoals de Hofburg en de Stephansdom, die het middelpunt van de stad is.
Het Eerste District is met 100.745 arbeidsplaatsen de grootste werkgever van de 23 districten. De meeste van deze arbeidsplaatsen zijn in het toerisme en bij de hoofdkantoren van verschillende overheidsinstellingen en ondernemingen te vinden.

## Geografie
Het district Innere Stadt ligt in het centrum van de stad Wenen en grenst in het noordoosten aan Leopoldstadt, in het oosten aan Landstraße, in het zuiden aan Wieden en Mariahilf, in het westen aan Neubau en Josefstadt en in het noorden aan Alsergrund.

## Bevolking
In 1869 leefden in het districtsgebied 68.079 mensen. Na het recordaantal inwoners van 73.000 in 1880, nam de omvang van de bevolking af. In 2008 woonden nog slechts ruim 17.000 mensen in het stadsdeel. Ongeveer 28,1% van de inwoners is ouder dan 60 jaar en dat is boven het gemiddelde.

## Wapen
Het wapen van het eerste district is een wit kruis op een rood schild. Het is gelijk aan het wapen van de stad en deelstaat Wenen. Het huidige wapen werd voor het eerst in de jaren zeventig van de 13e eeuw gebruikt, toen het op Weense munten geslagen werd. Vermoed wordt, dat het wapen naar de vaandels van de koninklijke troepen in de middeleeuwen verwijst.

## Werelderfgoed
De historische binnenstad van Wenen, die geheel in het district Innere Stadt ligt, staat sinds 2001 op de werelderfgoedlijst van UNESCO. De oppervlakte van de inschrijving bedraagt 371 ha. De meeste toeristische trekpleisters vallen in dit gebied. Sinds 2017 staat de historische binnenstad van Wenen op de bedreigde werelderfgoedlijst van UNESCO, vanwege hoogbouwprojecten die de historische binnenstad zouden aantasten.

## Toeristische trekpleisters
- Stephansdom
- Hofburg
- Weense Staatsopera
- Burgtheater
- Raadhuis (Wenen)
- Virgilkapel (Wenen)
- Pestzuil
- Minoritenkerk
- St. Petruskerk
- Maria am Gestade

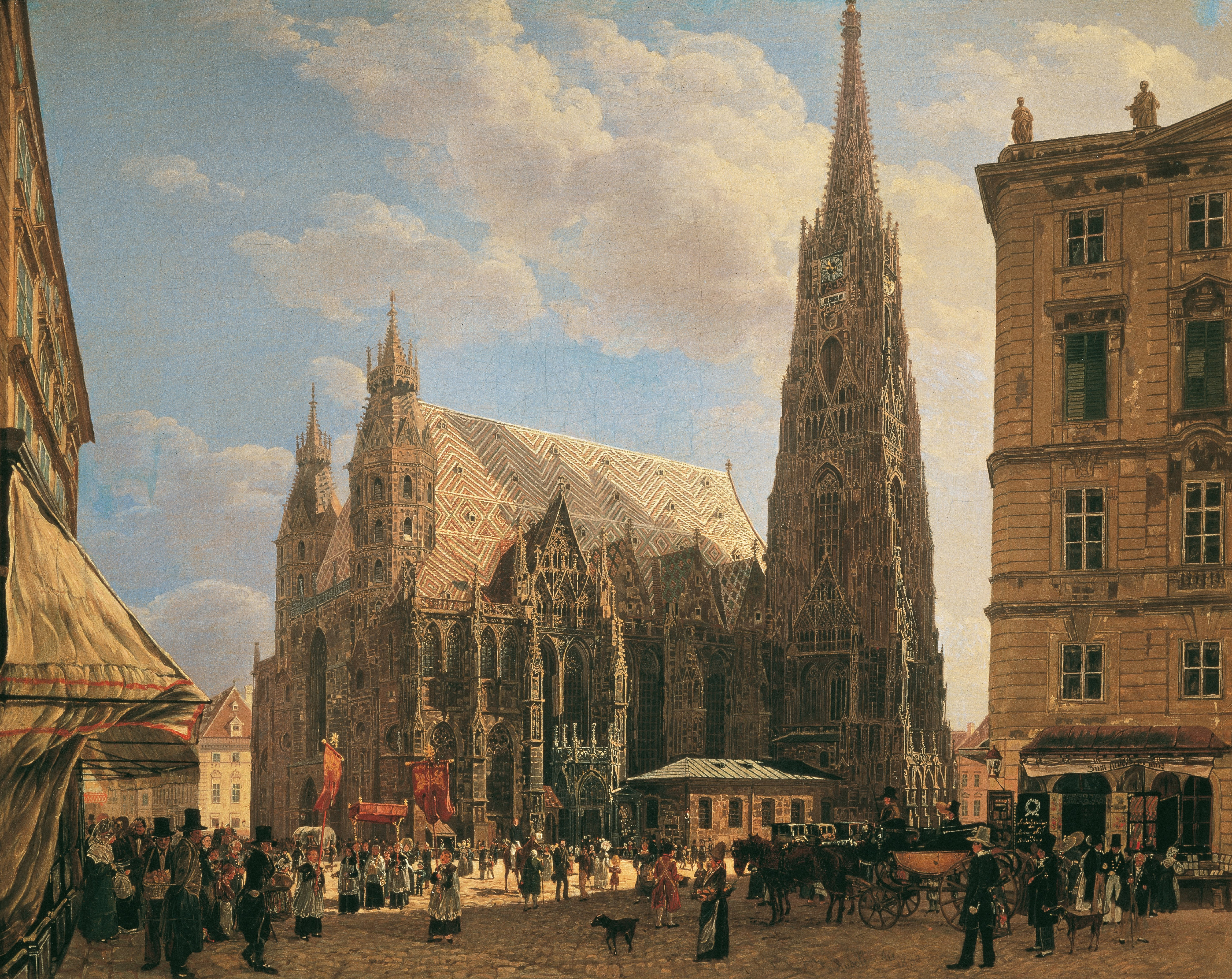
Stephansdom door Rudolf von Alt

- Kunsthistorisches Museum en het Naturhistorisches Museum
- Secession
- Hoher Markt

## Politiek
Districtsvoorzitter is Markus Figl (ÖVP).
Districtsraad: (40 leden) ÖVP 10, SPÖ 10,  FPÖ 8, Grüne 6, NEOS 4, WIR 2.